# Leonas Bistras
Leonas Bistras (ur. 20 października 1890 w Lipawie, zm. 17 października 1971 w Kownie) – litewski dziennikarz, filozof i tłumacz, wielokrotny minister, marszałek sejmu i szef rządu Republiki Litewskiej w latach 1925-1926, lider litewskiej chadecji.

## Życiorys
Po ukończeniu gimnazjum w Lipawie w 1911 roku immatrykulował się na uniwersytecie w Genewie – studiował medycynę. Po dwóch latach przeniósł się do Dorpatu. W 1914 roku rozpoczął studia teologiczne w seminarium katolickim w Kownie.
W latach I wojny światowej służył jako lekarz w armii rosyjskiej.
W 1921 roku uzyskał stopień doktora filozofii na uniwersytecie we Fryburgu Bryzgowijskim, dysertacja dotyczyła dorobku myślowego rosyjskiego filozofa Władimira Sołowiowa.
Po powrocie na Litwę związał się z Uniwersytetem im. Witolda Wielkiego w Kownie, gdzie wykładał teologię i filozofię.
W 1919 roku redagował gazetę „Lietuva”, później „Rytas” (1926-1939), współpracował też z pismami „Viltyje” i „Ateitis”.
Zajmował się tłumaczeniem papieskich encyklik na język litewski.
Już podczas studiów zaangażował się w działalność polityczną, wstępując w 1910 roku do chrześcijańskiej demokracji („Lietuvių krikščionių demokratų partija”). Wybierany z jej listy do Sejmu I i II kadencji, sprawował godność marszałka parlamentu (od listopada 1922 do marca 1923 i od stycznia do sierpnia 1925 roku).
W czerwcu 1923 roku otrzymał tekę ministra oświaty w rządzie Ernestasa Galvanauskasa, funkcję tę zachował również w gabinecie Antanasa Tumėnasa do kwietnia 1925 roku.
25 września zastąpił Vytautasa Petrulisa w roli premiera Litwy, podał się do dymisji po przegranych przez prawicę wyborach w maju 1926 roku. W międzyczasie sprawował również urząd ministra obrony i spraw zagranicznych.
Był niekwestionowanym liderem chrześcijańskiej demokracji – od 1926 do 1940 jej przewodniczącym.
Po przewrocie wojskowym z grudnia 1926 roku piastował stanowisko ministra edukacji w gabinecie nacjonalistów, jednak zrezygnował z niego już w maju 1927 roku. Do rządu wrócił na krótko między marcem a listopadem 1939 roku – w tej samej roli.
Podczas okupacji radzieckiej (1940–1941) aresztowany i zesłany na Sybir. W 1945 roku wrócił do kraju, aresztowany ponownie na fali stalinowskich czystek w 1950 roku i jeszcze raz deportowany w głąb Rosji. W 1956 roku ułaskawiony przez władze sowieckie, żył do końca życia w nędzy, umierając w Kownie trzy dni przed swoimi 81. urodzinami.